# Швеція на зимових Олімпійських іграх 1948
Швеція брала участь у Зимовій Олімпіаді 1948 року у Санкт-Моріц (Швейцарія) уп'яте. Країну представляли 43 спортсмени (42 чоловіки та 1 жінка) у 9 видах спорту. Швеція здобула 10 медалей (4 золотих, 3 срібні та 3 бронзові), посівши у загальнокомандному заліку 1 місце.

## Медалісти
| Медаль | Спортсмени                                                  | Вид спорту          | Дисципліна                       |
| ------ | ----------------------------------------------------------- | ------------------- | -------------------------------- |
| Золото | Мартін Лундстрем                                            | Лижні перегони      | 18 км (чоловіки)                 |
| Золото | Нільс Карлссон                                              | Лижні перегони      | 50 км (чоловіки)                 |
| Золото | Нільс Естенссон Нільс Тепп Гуннар Ерікссон Мартін Лундстрем | Лижні перегони      | Чоловіча естафета 4 x 10 км      |
| Золото | Оке Сейфарт                                                 | Ковзанярський спорт | 10 000 м (чоловіки)              |
| Срібло | Нільс Естенссон                                             | Лижні перегони      | 18 км (чоловіки)                 |
| Срібло | Гаральд Ерікссон                                            | Лижні перегони      | 50 км (чоловіки)                 |
| Срібло | Оке Сейфарт                                                 | Ковзанярський спорт | 1500 м (чоловіки)                |
| Бронза | Гуннар Ерікссон                                             | Лижні перегони      | 18 км (чоловіки)                 |
| Бронза | Свен Ісраельссон                                            | Лижне двоборство    | Індивідуальні виступи (чоловіки) |
| Бронза | Йоте Гедлунд                                                | Ковзанярський спорт | 5000 м (чоловіки)                |

## Гірськолижний спорт
Чоловіки
| Спортсмен      | Змагання | Перегони 1 | Перегони 1 | Перегони 2 | Перегони 2 | Всього | Всього |
| Спортсмен      | Змагання | Час        | Місце      | Час        | Місце      | Час    | Місце  |
| -------------- | -------- | ---------- | ---------- | ---------- | ---------- | ------ | ------ |
| Улле Дальман   | Спуск    |            |            |            |            | 3:23.2 | 41     |
| Стіг Солландер | Спуск    |            |            |            |            | 3:23.1 | 40     |
| Оке Нільссон   | Спуск    |            |            |            |            | 3:22.2 | 38     |
| Сікстен Ісберг | Спуск    |            |            |            |            | 3:15.0 | 30     |
| Ганс Ганссон   | Спуск    |            |            |            |            | 3:05.0 | 10     |
| Оке Нільссон   | Слалом   | DNF        | —          | —          | —          | DNF    | —      |
| Ганс Ганссон   | Слалом   | 1:11.1     | 11         | 1:07.2     | 16         | 2:18.3 | 11     |
| Сікстен Ісберг | Слалом   | 1:10.7     | 8          | 1:06.5     | 13         | 2:17.2 | 10     |
| Улле Дальман   | Слалом   | 1:10.4     | 7          | 1:03.2     | 3          | 2:13.6 | 5      |

Чоловіча комбінація
Спуск у рамках даного заходу було поєднано разом з головним змаганням зі спуску. Для спортсменів, що виступали в обох дисциплінах, результати було використано для кожної дисципліни. Слалом з цієї частини змагань було проведено окремо від головних виступів зі слалому
| Спортсмен      | Слалом | Слалом | Слалом | Всього (спуск + слалом) | Всього (спуск + слалом) |
| Спортсмен      | Час 1  | Час 2  | Місце  | Очки                    | Місце                   |
| -------------- | ------ | ------ | ------ | ----------------------- | ----------------------- |
| Стіг Солландер | —      | —      | —      | DNF                     | —                       |
| Улле Дальман   | —      | —      | —      | DNF                     | —                       |
| Оке Нільссон   | 1:15.3 | 1:09.4 | 10     | 19.43                   | 19                      |
| Ганс Ганссон   | 1:13.5 | 1:10.0 | 9      | 9.31                    | 6                       |

Жінки
| Спортсмен    | Змагання | Перегони 1 | Перегони 1 | Перегони 2 | Перегони 2 | Всього | Всього |
| Спортсмен    | Змагання | Час        | Місце      | Час        | Місце      | Час    | Місце  |
| ------------ | -------- | ---------- | ---------- | ---------- | ---------- | ------ | ------ |
| Мей Нільссон | Спуск    |            |            |            |            | 2:39.1 | 18     |
| Мей Нільссон | Слалом   | 1:12.2     | 19         | 57.5       | 2          | 2:09.7 | 10     |

Жіноча комбінація
Змагання зі спуску у рамках даного заходу було поєднано з головними змаганнями зі спуску. Для спортсменів, що виступали в обох дисциплінах, результати було використано для кожної дисципліни. Слалом частини заходу було проведено окремо від головних змагань зі слалому (включені у таблицю нижче).
| Спортсмен    | Слалом | Слалом | Слалом | Всього (спуск + слалом) | Всього (спуск + слалом) |
| Спортсмен    | Час 1  | Час 2  | Місце  | Очки                    | Місце                   |
| ------------ | ------ | ------ | ------ | ----------------------- | ----------------------- |
| Мей Нільссон | 1:05.3 | 1:05.3 | 9      | 13.03                   | 15                      |

## Лижні перегони
Чоловіки
| Змагання | Спортсмен        | Перегони | Перегони |
| Змагання | Спортсмен        | Час      | Місце    |
| -------- | ---------------- | -------- | -------- |
| 18 км    | Клас Гаральдссон | 1'24:21  | 33       |
| 18 км    | Ерік Ельмсетер   | 1'22:12  | 19       |
| 18 км    | Свен Ісраельссон | 1'21:44  | 16       |
| 18 км    | Нільс Карлссон   | 1'16:54  | 5        |
| 18 км    | Гуннар Ерікссон  | 1'16:06  | 3        |
| 18 км    | Нільс Естенссон  | 1'14:22  | 2        |
| 18 км    | Мартін Лундстрем | 1'13:50  | 1        |
| 50 км    | Артур Геррдін    | DNF      | —        |
| 50 км    | Андерс Тернквіст | 3'58:20  | 5        |
| 50 км    | Гаральд Ерікссон | 3'52:20  | 2        |
| 50 км    | Нільс Карлссон   | 3'47:48  | 1        |

Чоловіча естафета 4 x 10 км
| Спортсмени                                                  | Перегони | Перегони |
| Спортсмени                                                  | Час      | Місце    |
| ----------------------------------------------------------- | -------- | -------- |
| Нільс Остенссон Нільс Тепп Гуннар Ерікссон Мартін Лундстрем | 2'32:08  | 1        |

## Хокей
Турнір проводився за круговою системою у форматі з дев'яти команд-учасниць.
|                 | Ігор | Перемог | Поразок | Нічьїх | Забито | Пропущено | Очки |
| --------------- | ---- | ------- | ------- | ------ | ------ | --------- | ---- |
| Канада          | 8    | 7       | 0       | 1      | 69     | 5         | 15   |
| Чехословаччина  | 8    | 7       | 0       | 1      | 80     | 18        | 15   |
| Швейцарія       | 8    | 6       | 2       | 0      | 67     | 21        | 12   |
| Швеція 4th      | 8    | 4       | 4       | 0      | 55     | 28        | 8    |
| Велика Британія | 8    | 3       | 5       | 0      | 39     | 47        | 6    |
| Польща          | 8    | 2       | 6       | 0      | 29     | 97        | 4    |
| Австрія         | 8    | 1       | 7       | 0      | 33     | 77        | 2    |
| Італія          | 8    | 0       | 8       | 0      | 24     | 156       | 0    |
| США *           | 8    | 5       | 3       | 0      | 86     | 33        | 10   |

* Команду США було дискваліфіковано. Тільки вісім команд офіційного рейтингу.
- Канада 3-1 Швеція
- Чехословаччина 6-3 Швеція
- Швеція 7-1 Австрія
- США 5-2 Швеція
- Швейцарія 8-2 Швеція
- Швеція 4-3 Велика Британія
- Швеція 23-0 Італія
- Швеція 13-2 Польща

|  | Склад Стіг Андерссон Оке Андерссон Стіг Карлссон Оке Еріксон Рольф Ерікссон Сванте Гранлунд Арне Юганссон Руне Юганссон Гуннар Ланделіус Клас Ліндстрем Ларс Юнгман Гольгер Нурмела Брур Петтерссон Рольф Петтерссон Курт Сванберг Свен Тунман |

## Лижне двоборство
Змагання:
- 18 км лижні перегони
- стрибки на лижах з нормальних пагорбів

Лижні перегони у рамках даного змагання були об'єднані з головними лижними перегонами, це означає, що тут змагалися спортсмени у двох дисциплінах одночасно. Подробиці можна знайти у цій статті, у розділі лижні перегони.
Змагання зі стрибків з трампліну (нормальний пагорб) як частина лижного двоборства проводилось окремо від головних змагань зі стрибків з трампліну, результати можна знайти у таблиці нижче. Спортсмени виконували три стрибки, з яких два з найкращим результатом (відстань і форма) йшли до заліку.
| Спортсмен        | Змагання               | Лижні перегони | Лижні перегони | Стрибки з трампліна | Стрибки з трампліна | Стрибки з трампліна | Стрибки з трампліна | Стрибки з трампліна | Всього | Всього |
| Спортсмен        | Змагання               | Очки           | Місце          | Дистанція 1         | Дистанція 2         | Дистанція 3         | Очки                | Місце               | Очки   | Місце  |
| ---------------- | ---------------------- | -------------- | -------------- | ------------------- | ------------------- | ------------------- | ------------------- | ------------------- | ------ | ------ |
| Клас Гаральдссон | Індивідуальні змагання | 197.35         | 15             | 63.5                | 66.0                | 66.0                | 213.4               | 4                   | 410.75 | 10     |
| Ерік Ельмсетер   | Індивідуальні змагання | 208.95         | 6              | 56.0                | 61.5                | 58.0                | 202.0               | 15                  | 410.95 | 9      |
| Свен Ісраельссон | Індивідуальні змагання | 211.50         | 4              | 67.5                | 66.0                | 67.0                | 221.9               | 1                   | 433.40 | 3      |

## Стрибки з трампліна
| Спортсмен          | Змагання          | Дистанція 1 | Дистанція 2 | Всього очок | Місце |
| ------------------ | ----------------- | ----------- | ----------- | ----------- | ----- |
| Ерік Ліндстрем     | Нормальний пагорб | DNF         | —           | DNF         | —     |
| Вільгельм Гелльман | Нормальний пагорб | 57.5        | 65.0        | 208.1       | 14    |
| Нільс Лунд         | Нормальний пагорб | 61.5 (fall) | 66.0        | 152.7       | 40    |
| Еверт Карлссон     | Нормальний пагорб | 65.5        | 68.0        | 212.2       | 11    |

## Ковзанярський спорт
Чоловіки
| Змагання | Спортсмен        | Перегони | Перегони |
| Змагання | Спортсмен        | Час      | Місце    |
| -------- | ---------------- | -------- | -------- |
| 500 м    | Йоте Гедлунд     | 45.6     | 20       |
| 500 м    | Оке Сейфарт      | 44.0     | 11       |
| 500 м    | Галле Янемар     | 44.0     | 11       |
| 500 м    | Матс Больмстедт  | 43.7     | 10       |
| 1500 м   | Матс Больмстедт  | 2:22.8   | 17       |
| 1500 м   | Йоте Гедлунд     | 2:20.7   | 8        |
| 1500 м   | Гаррі Янссон     | 2:20.0   | 5        |
| 1500 м   | Оке Сейфарт      | 2:18.1   | 2        |
| 5000 м   | Руне Гаммарстрем | 8:53.8   | 16       |
| 5000 м   | Оке Сейфарт      | 8:37.9   | 7        |
| 5000 м   | Гаррі Янссон     | 8:34.9   | 4        |
| 5000 м   | Йоте Гедлунд     | 8:34.8   | 3        |
| 10 км    | Йоте Гедлунд     | DNF      | —        |
| 10 км    | Руне Гаммарстрем | 18:39.6  | 9        |
| 10 км    | Гаррі Янссон     | 18:08.0  | 8        |
| 10 км    | Оке Сейфарт      | 17:26.3  | 1        |